# Darnell Furlong
Darnell Furlong (Luton, 31 oktober 1995) is een Engels voetballer die bij voorkeur als verdediger speelt. Hij stroomde in 2014 door vanuit de jeugd van Queens Park Rangers. Hij is een zoon van voormalig voetballer Paul Furlong.

## Clubcarrière
Darnell Furlong debuteerde bij Queens Park Rangers in het betaald voetbal. Hij werd door coach Chris Ramsey in de basiself opgenomen in de wedstrijd tegen Hull City op 21 februari 2015. Furlong speelde de volle negentig minuten vol in zijn debuutwedstrijd. Op zondag 10 mei 2015 degradeerde hij met Queens Park Rangers uit de Premier League. Manchester City versloeg de hekkensluiter op die dag met 6-0, waardoor degradatie een feit was. Hij werd vervolgens verhuurd aan Northampton Town, Cambridge United en Swindon Town. Nadat Furlong in januari 2017 terugkeerde werd hij een vast onderdeel in de selectie van trainer Ian Holloway.